# Gerosis
Gerosis es un género de lepidópteros ditrisios de la subfamilia Pyrginae  dentro de la familia Hesperiidae. Es de distribución indomalaya.
Las larvas se alimentan de Leguminosae incluyendo Abrus, Amphicarpaea y Dalbergia 

## Especies
- Gerosis bhagava
- Gerosis celebica
- Gerosis corona
- Gerosis limax
- Gerosis phisara
- Gerosis sinica
- Gerosis tristis
- Gerosis yuani